# Левинсон-Лессинг, Владимир Францевич
Влади́мир Фра́нцевич Левинсо́н-Ле́ссинг (17 февраля [1 марта] 1893, Юрьев — 27 июня 1972, Ленинград) — советский искусствовед, специалист по истории искусства Западной Европы, один из главных представителей знаточества в советской гуманитарной науке, музейный работник и педагог; сын геолога Франца Левинсона-Лессинга. Многолетний сотрудник Эрмитажа (с 1921), руководивший его эвакуацией из Ленинграда в Свердловск в годы Великой Отечественной войны.

## Биография

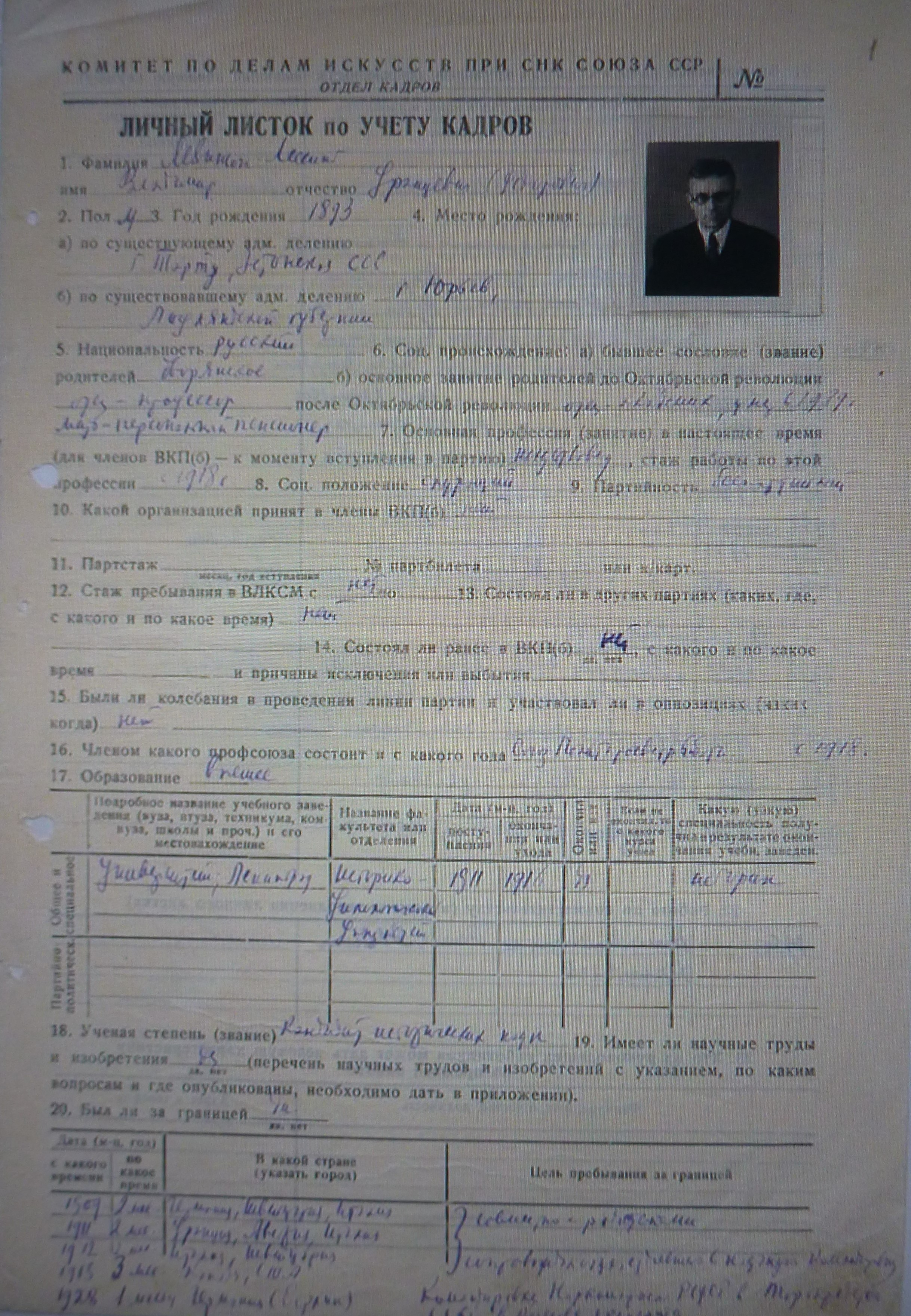
Личный листок по учету кадров Владимира Левинсона-Лессинга

Родился в Юрьеве Лифляндской губернии 17 февраля (1 марта) 1893 года (по другим источникам — 2 марта); из дворян лифляндско-еврейского происхождения, единственный сын геолога, на тот момент профессора Юрьевского университета Франца Юльевича Левинсона-Лессинга (1861–1939) и его жены Варвары Ипполитовны (урождённой Тарновской; род. 1868), дочери акушера-гинеколога И. М. Тарновского. 
В 1902 году семья переехала в Петербург, где Владимир учился в Коммерческом училище в Лесном и Тенишевском училище. В 1903—1913 годах посетил, вместе с отцом, ряд европейских стран, знакомясь с музеями и произведениями искусства.
В 1916 году окончил историко-филологический факультет Императорского Санкт-Петербургского университета и был оставлен на кафедре всеобщей истории для подготовки к профессуре. Впоследствии работал на кафедре под руководством И. М. Гревса.
В 1918 году Левинсон-Лессинг работал в Комиссии по охране памятников искусства и старины (будущий Государственный музейный фонд); с 1919 по 1923 год — в Государственном Русском музее. С 1921 года начал работать в Эрмитаже в качестве научного сотрудника Картинной галереи. С 1936 года заведовал Отделом западноевропейского искусства, с 1956 по 1967 годы был заместителем директора по научной работе, а с 1967 года и вплоть до конца жизни — научным консультантом при дирекции Эрмитажа. Наряду с этим Левинсон-Лессинг работал, с 1924 по 1926 год, хранителем Ораниенбаумского дворца-музея, с 1928 по 1933 год был членом экспертно-закупочной комиссии при объединении «Антиквариат», а с 1936 по 1938 — научным сотрудником НИИ живописи, скульптуры и графики Всероссийской Академии художеств.
В период Великой Отечественной войны, с 1941 по 1945 год, Левинсон-Лессинг был директором филиала Эрмитажа в Свердловске; руководил эвакуацией и реэвакуацией эрмитажных коллекций. По возвращении в Ленинград преподавал в Институте имени Репина, в Ленинградском государственном университете.
В. Ф. Левинсон-Лессинг умер в 1972 году в Ленинграде; похоронен на Литераторских мостках. С 1993 года в Эрмитаже ежегодно проводится посвящённая его памяти научная конференция.

## Эвакуация коллекции во время войны

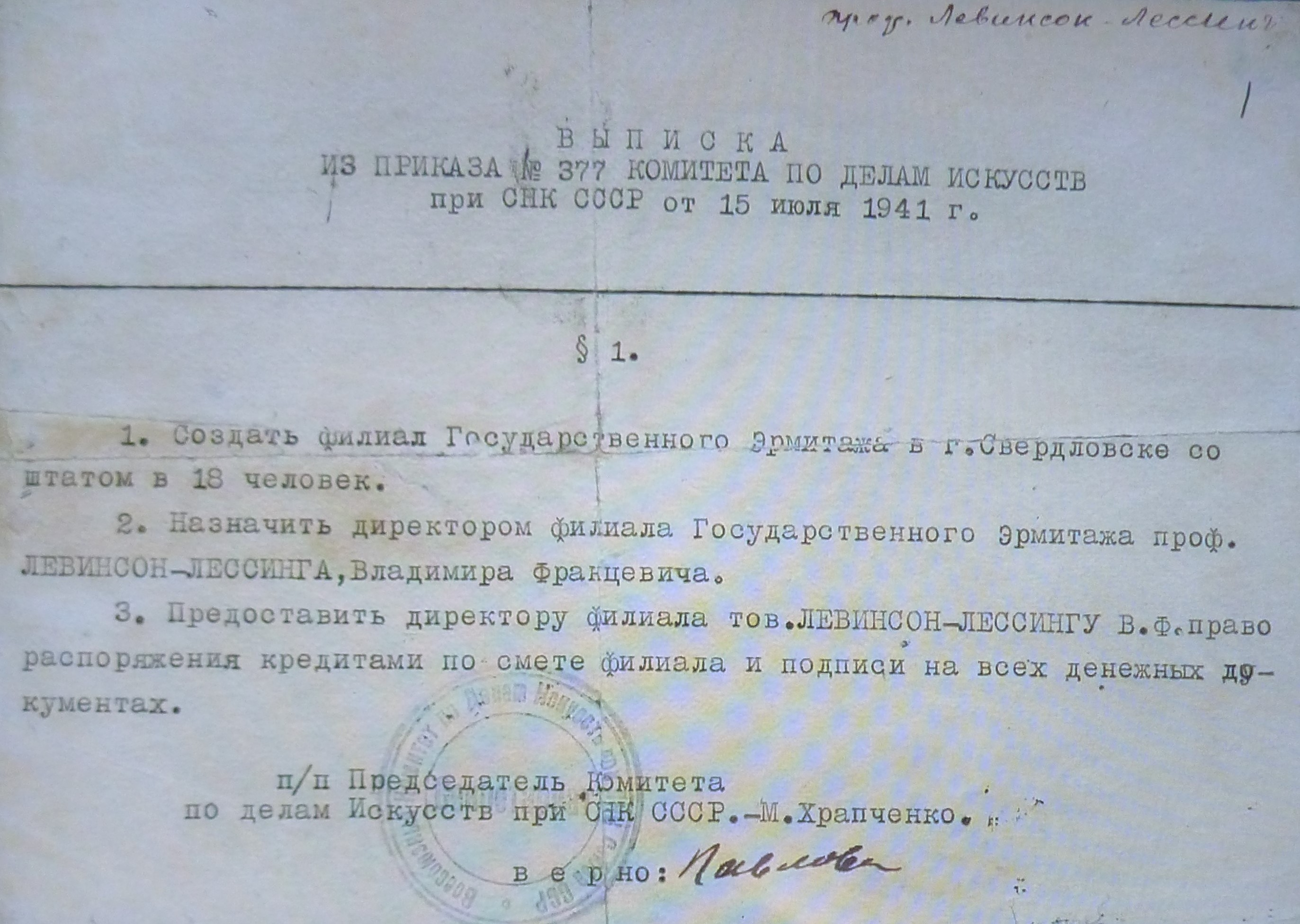
Выписка из приказа Комитета по делам искусств при Совете народных комиссаров СССР об образовании в Свердловске филиала Эрмитажа (на 18 сотрудников) и о назначении Левинсона-Лессинга его директором, 15 июля 1941 года

Упаковка коллекции Эрмитажа началась 23 июня 1941 года. Эвакуации подлежало около миллиона экспонатов, в первую очередь холстов и графики, которые могли пострадать от неблагоприятных условий хранения. В этой работе сотрудникам музея помогали добровольцы, солдаты и курсанты ленинградских военных училищ. В ночь на 1 июля первый состав с эрмитажными коллекциями отправился из Ленинграда, его сопровождали 17 сотрудников во главе с хранителем картинной галереи Владимиром Левинсоном-Лессингом. Только он знал, что эшелон проследует в Свердловск. В эшелоне было 22 вагона с 500 тысячами экспонатов, бронированный вагон для ценностей, два вагона для охраны и сотрудников музея с семьями, платформы с зенитными орудиями и пулемётами. Эшелон прибыл на станцию назначения и был выгружен на ул. Вайнера, 11, — этот адрес на время войны стал временным для Эрмитажа. В Свердловске (по состоянию на сентябрь 1941 года) Левинсон-Лессинг проживал в одной квартире с матерью и женой.
«Левинсон-Лессинг был уникальный человек — профессор, ученый, археолог, заведующий отделом западноевропейского искусства, — рассказывает заместитель директора по выставкам и развитию Екатеринбургского музея изобразительных искусств Юлия Сирина. — Он не случайно был выбран руководителем филиала. Западноевропейский отдел Государственного Эрмитажа — один из самых крупных отделов музея, в нём очень много секторов, занимающихся разными направлениями и периодами искусства. Очень важно, что Владимир Францевич был способен заниматься не только научно-исследовательской, но и организационно-управленческой работой. Эти качества — самоотверженного исследователя и управленца, руководителя, готового брать на себя большую ответственность — редко совмещаются в одном человеке. Он хотел пойти на фронт — кстати, как и Орбели… Все фонды, отправленные в Свердловск, прикреплялись к Левинсону-Лессингу, а Орбели теперь отвечал за практически пустой Зимний дворец».
В Свердловске директор филиала заботился о жилье, продуктах питания, топливе для сотрудников, организовывал их круглосуточное дежурство на местах хранения экспонатов.

### Научно-просветительская работа в эвакуации

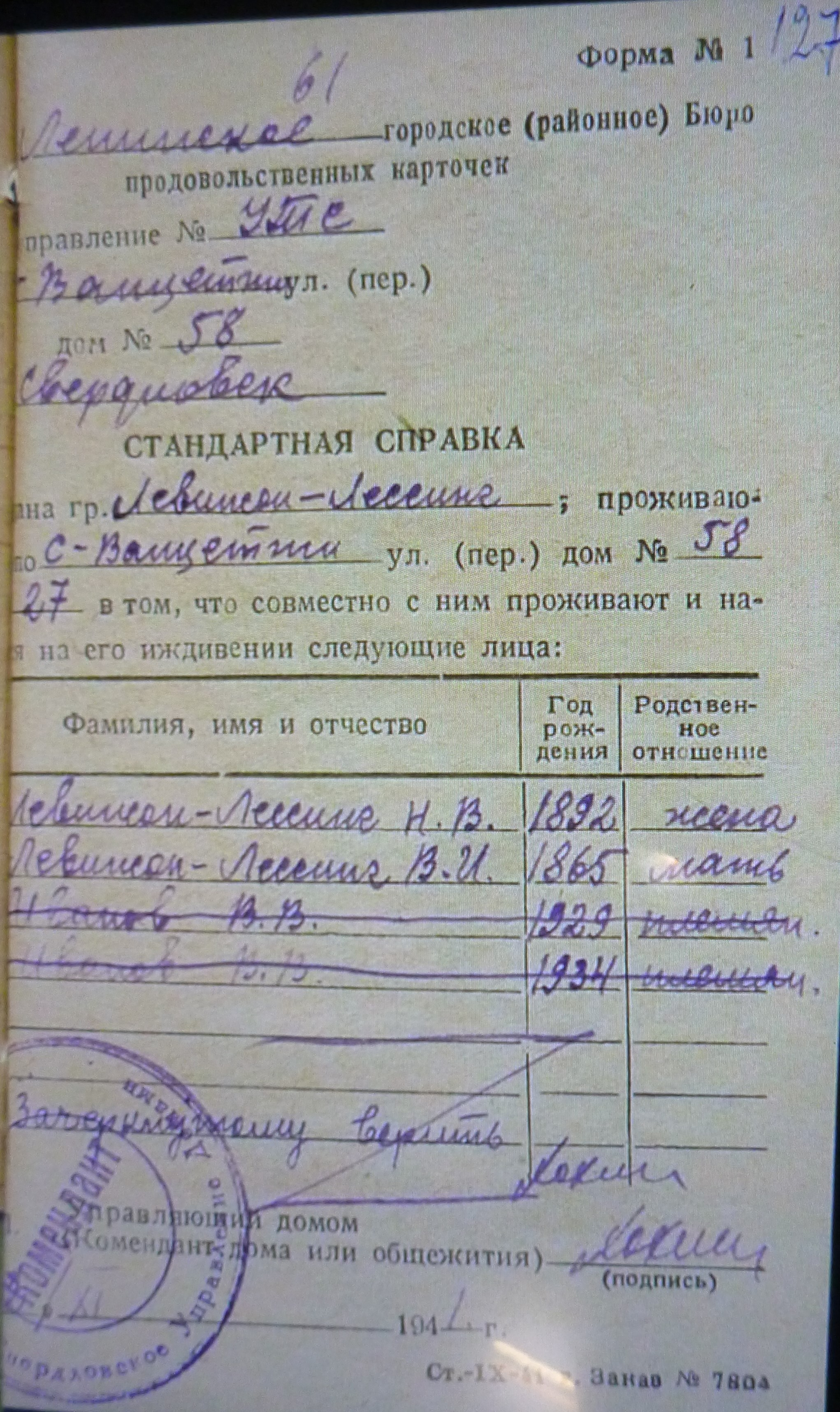
Справка о проживании Левинсона-Лессинга в Свердловске с матерью и женой

В сентябре 1942 год Левинсон-Лессинг отправился на самолёте в осаждённый Ленинград со списками книг и документов, необходимых его сотрудникам для продолжения научной работы.
Завершение миссии дважды откладывалось: надо было упаковать библиотеку и рукописи, которых набрался целый вагон, и уговорить некоторых сотрудников оставить Ленинград и отправиться в эвакуацию. Ранее Орбели, понимавший, как важно сохранить не только жизни людей, но и научное «ядро» Эрмитажа, добился перевода ряда эвакуированных в разные регионы страны сотрудников в Свердловск.
Левинсон-Лессинг взял с собой шестерых сотрудниц, многие из которых были настолько истощены, что даже не могли самостоятельно собрать вещи. Две из них скончались уже по прибытии в Свердловск, но весь путь под опекой Владимира Францевича проделали благополучно: на катере через обстреливаемую артиллерией Ладогу, затем поездом до Москвы и оттуда до Свердловска.
Доставленные в Свердловск книги и личные архивы позволили сотрудникам вернуться к научной и музейной работе: продолжилась подготовка «Истории западноевропейского искусства», проводились экспедиции по изучению материальной культуры Урала.
Евгения Пчелина и Татьяна Измайлова закончили в Свердловске кандидатские диссертации и успешно защитились в Московском университете в 1944 году. 
Востоковеды Милица Матье и Исидор Лурье в 1945 году защитили докторские диссертации.
Археологи Григорий Белов, Михаил Грязнов и Александр Иессен завершили монографии, которые увидят свет сразу после войны.
Когда в Свердловске стало известно о работе Эрмитажа в эвакуации, начались приглашения с лекциями в трудовые коллективы, госпитали, учебные заведения. Научного сотрудника Валентину Березину зимой 1942 года даже прикрепили в качестве постоянного лектора к санитарному поезду. К 1944 году количество прочитанных лекций достигло 1156!
В 1942—1943 годах работники Эрмитажа подключились к преподавательской деятельности. Левинсон-Лессинг читал лекции студентам эвакуированного Московского университета. Анна Передольская вела в Свердловском государственном университете курс истории античного искусства, Александр Иессен — курс «Основы археологии», Алиса Банк — курс по истории византийского искусства, Кира Асаевич — по истории русского искусства. Ряд сотрудников читал лекции в Педагогическом, Юридическом, Медицинском и Индустриальном институтах.
За культурную помощь, оказанную в годы эвакуации музеям, учебным заведениям и учреждениям культуры Свердловска и области, 4 октября 1945 года Исполком Свердловского областного Совета депутатов трудящихся объявил благодарность всем сотрудникам Эрмитажа, особенно отметив профессоров Владимира Францевича Левинсона-Лессинга, Алексея Андреевича Быкова, Милицу Эдвиновну Матье, Татьяну Давидовну Каменскую, старшего реставратора Федора Антоновича Каликина, старшего научного сотрудника Киру Федоровну Асаевич.

## Вклад в науку
В. Ф. Левинсон-Лессинг — автор ряда работ по искусству Нидерландов, Голландии, Германии, Франции. Под его редакцией издавались каталоги эрмитажного собрания западноевропейской живописи. Основной его труд — «История картинной галереи Эрмитажа», вышедший в 1977 году. По совокупности работ получил научную степень кандидата искусствоведения. Удостоен звания «Заслуженный деятель искусств РСФСР», награждён медалью «За доблестный труд в Великой Отечественной войне 1941—1945 гг.». Международное признание выразилось в избрании В. Ф. Левинсона-Лессинга членом Международного совета музеев при ЮНЕСКО и Комиссии по консервации и реставрации культурных ценностей.

## Публикации текстов
- Левинсон-Лессинг В. Ф. История Картинной галереи Эрмитажа (1764–1917) / [Предисл. Б. Б. Пиотровского ; вступ. ст. Н. Н. Никулина]. — Л. : Искусство, 1985. — 407 с. : ил. — 50 000 экз.
  - Левинсон-Лессинг В. Ф. История Картинной галереи Эрмитажа (1764–1917) / [Предисл. Б. Б. Пиотровского ; вступ. ст. Н. Н. Никулина]. — 2-е изд., испр. и доп. — Л. : Искусство, 1986. — 423, [3] с. : ил. — 50 000 экз.